# Billy Boyd
Billy Boyd, właściwie William Boyd (ur. 28 sierpnia 1968 w Glasgow) – brytyjski aktor i muzyk, występował między innymi w roli Pippina w trylogii filmowej Władca Pierścieni. Zagrał także w filmie Petera Weira Pan i władca: Na krańcu świata jako Barrett Bonden.
W 2014 napisał i wykonał piosenkę „The Last Goodbye” do filmu Hobbit: Bitwa Pięciu Armii.
Ma syna Jacka Williama Boyda (ur. 26 kwietnia 2006 r.) ze swoją długoletnią partnerką Ali McKinnon.

## Filmografia
- 2011: Czarownice z Oz jako Nick Chopper
- 2007: The Flying Scotsman jako Malky
- 2006: Save Angel Hope jako Vince Sandhurst
- 2006: Ecstasy jako Woodsy
- 2005: Pierścienie: Władcy fanów (Ringers: Lord of the Fans) jako on sam
- 2005: El Sueño De Una Noche De San Juan jako Puck (głos)
- 2005: Stories of Lost Souls jako Snajper
- 2005: On A Clear Day jako Danny
- 2004: Instant Credit jako Frankie
- 2004: Laleczka Chucky: Następne pokolenie (Seed of Chucky) jako Glenn (głos)
- 2003: Pan i władca: Na krańcu świata (Master and Commander: The Far Side Of The World) jako Barrett Bonden
- 2003: Władca Pierścieni: Powrót króla (The Lord of the Rings: The Return of the King) jako Peregrin „Pippin” Tuk
- 2003: National Geographic: Kulisy filmu – Władca Pierścieni: Powrót króla (National Geographic: Beyond the Movie – The Lord of the Rings: The Return of the King)
- 2002: Władca Pierścieni: Dwie wieże (The Lord of the Rings: The Two Towers) jako Peregrin „Pippin” Tuk
- 2002: The Making of „The Lord of the Rings” jako on sam/Peregrin „Pippin” Tuk
- 2002: Sniper 470  jako The Gunner
- 2002: Making the Movie jako on sam
- 2001: Quest for the Ring jako on sam/Peregrin „Pippin” Tuk
- 2001: Władca Pierścieni. Kulisy filmu (National Geographic: Beyond the Movie – The Lord of the Rings) jako Peregrin „Pippin” Tuk
- 2001: Władca Pierścieni: Drużyna Pierścienia (The Lord of the Rings: The Fellowship of the Ring) jako Peregrin „Pippin” Tuk
- 1999: Coming Soon (II) jako Ross
- 1999: Julie And The Cadillacs jako Jimmy Campbell
- 1998: Duch Na Blokowisku (Urban Ghost Story) jako Loan Shark
- 1998: The Soldier's Leap jako listonosz
- 1996: Taggart: Dead Mans Chest jako Jamie Holmes

## Nagrody
- Nagroda Gildii Aktorów Ekranowych 2004: Najlepszy filmowy zespół aktorski za Władca Pierścieni: Powrót króla